# Eremobelba
Eremobelba är ett släkte av kvalster. Eremobelba ingår i familjen Eremobelbidae.
Eremobelba är enda släktet i familjen Eremobelbidae.

## Dottertaxa tillEremobelba, i alfabetisk ordning[1]
- Eremobelba balazsi
- Eremobelba bella
- Eremobelba bellicosa
- Eremobelba bisulcata
- Eremobelba breviseta
- Eremobelba brevispathulata
- Eremobelba capitata
- Eremobelba cellulosa
- Eremobelba comteae
- Eremobelba coronata
- Eremobelba curtipetata
- Eremobelba esposi
- Eremobelba flexuosa
- Eremobelba foliata
- Eremobelba geographica
- Eremobelba gracilior
- Eremobelba graciosa
- Eremobelba hamata
- Eremobelba heterotricha
- Eremobelba himalayensis
- Eremobelba indica
- Eremobelba japonica
- Eremobelba leporoides
- Eremobelba leporosa
- Eremobelba longisetosa
- Eremobelba mahunkai
- Eremobelba miliae
- Eremobelba minuta
- Eremobelba nagaroorica
- Eremobelba obscura
- Eremobelba okinawa
- Eremobelba ornata
- Eremobelba perrugosa
- Eremobelba piffli
- Eremobelba porcella
- Eremobelba pulchella
- Eremobelba shillongensis
- Eremobelba truncata
- Eremobelba tuberculata
- Eremobelba wittmeri
- Eremobelba yunnanensis
- Eremobelba zicsii